# جوناس أوير
جوناس أوير (بالألمانية: Jonas Auer)‏ هو لاعب كرة قدم نمساوي، ولد في 5 أغسطس 2000 في النمسا. لعب مع سلافيا براغ ونادي ملادا بوليسلاف.

## وصلات خارجية
- جوناس أوير على موقع قاعدة بيانات كرة القدم.إي يو (الإنجليزية)
- جوناس أوير على موقع Soccerway.com (الإنجليزية)
- جوناس أوير على موقع عالم كرة القدم.نت (الإنجليزية)